# Laurent Granier
Pour les articles homonymes, voir Granier.
Pour auteur de bandes dessinées, voir Laurent Granier.
Laurent Granier, né à Grenoble le 23 février 1966, est un peintre héraldiste français.

## Biographie
Après des études en lettres modernes et en histoire, Laurent Granier se consacre à la peinture héraldique ainsi qu'au graphisme de logotypes pour les institutions et les entreprises.
En 2005, pour le film Les Aristos, il dessine les blasons des familles fictives d'Arbac et Saumure-Chantilly.
Depuis 2006  il est l'un des peintres héraldistes officiels au Conseil héraldique de Flandre (Vlaams Heraldische Raad) dépendant du Gouvernement flamand.